# Thomas Eakins

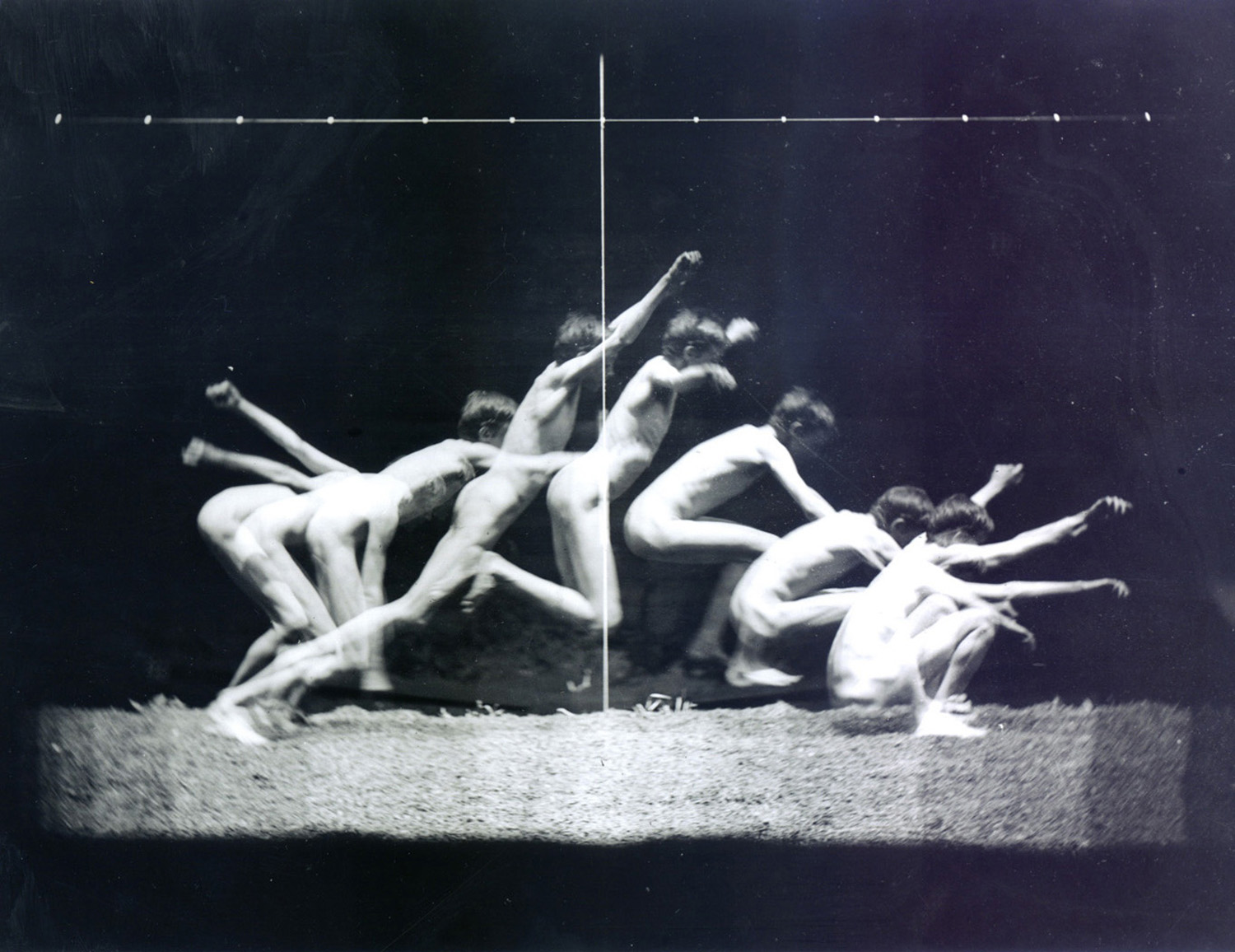
Estudo de movimento

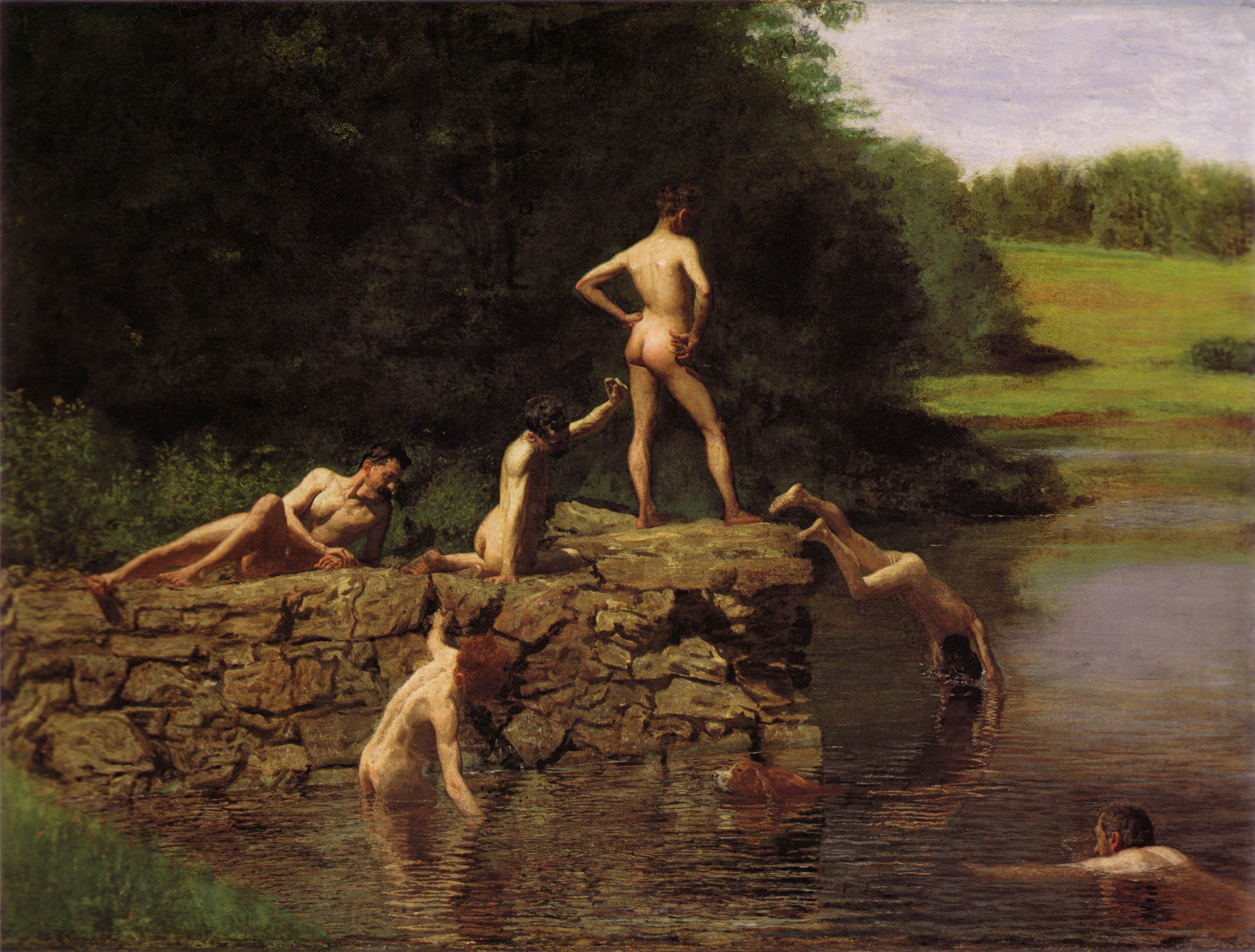
Lago

Thomas Cowperthwait Eakins (25 de julho de 1844 - 25 de junho de 1916) foi um pintor realista americano, fotógrafo, professor e educador de artes plásticas. Ele é amplamente reconhecido como um dos artistas mais importantes da história da arte americana.
Ao longo de toda sua carreira Eakins trabalhou em um estilo realista, tendo o ser humano como centro temático. Pintou centenas de retratos, que em conjunto dão um panorama da vida intelectual da Filadélfia em seu tempo, e isolados são penetrantes visões sobre os indivíduos. Como professor foi um nome altamente respeitado e muito influente no circuito das artes norte-americanas, apesar de escândalos pessoais terem prejudicado um sucesso mais amplo. Na fotografia foi um inovador, usando abordagens ousadas para sua época. Hoje é considerado o mais importante realista dos Estados Unidos na virada do século XIX para o século XX.
Durante o período de sua carreira profissional, desde o início da década de 1870 até que sua saúde começou a falhar, por volta de 40 anos depois, Eakins trabalhou rigorosamente, escolhendo como objeto para sua arte as pessoas de sua cidade natal, Filadélfia, na Pensilvânia. Ele pintou centenas de retratos, geralmente de amigos, membros da família ou pessoas proeminentes na arte, ciência, medicina e do clero. Vistos em conjunto, os retratos oferecem uma visão geral da vida intelectual de Filadélfia no final do século XIX, e início do século XX; individualmente, são representações incisivas de pessoas pensantes.
Além disso, Eakins produziu uma série de grandes pinturas, que o levaram de retratos em sua sala a pinturas em escritórios, nas ruas, em parques, rios, arenas e anfiteatros de sua cidade. Esses locais ao ar livre lhe permitiram pintar o tema que mais o inspirou: pessoas nuas ou levemente vestidas em movimento. No processo, ele poderia modelar as formas do corpo na plena luz solar, e criar imagens de espaço profundo, utilizando seus estudos em perspectiva. Eakins também se interessou pelas novas tecnologias da fotografia de movimento, um campo em que ele agora é visto como um inovador.
Não menos importante na vida de Eakins, foi seu trabalho como professor. Como instrutor, ele era uma presença com alta influência na arte americana. As dificuldades que o atormentaram como artista que procurava pintar o retrato e a figura de forma realista, foram paralelizadas e até mesmo amplificadas em sua carreira de educador, onde os escândalos comportamentais e sexuais atrapalharam seu sucesso e danificaram sua reputação.
Eakins era uma figura controversa, cujo trabalho recebeu pouco reconhecimento oficial durante sua vida. Desde a sua morte, ele foi celebrado pelos historiadores da arte americanos como "o mais forte e mais profundamente realista da arte americana do século XIX e início do século XX".

## Vida e trabalho

### Juventude

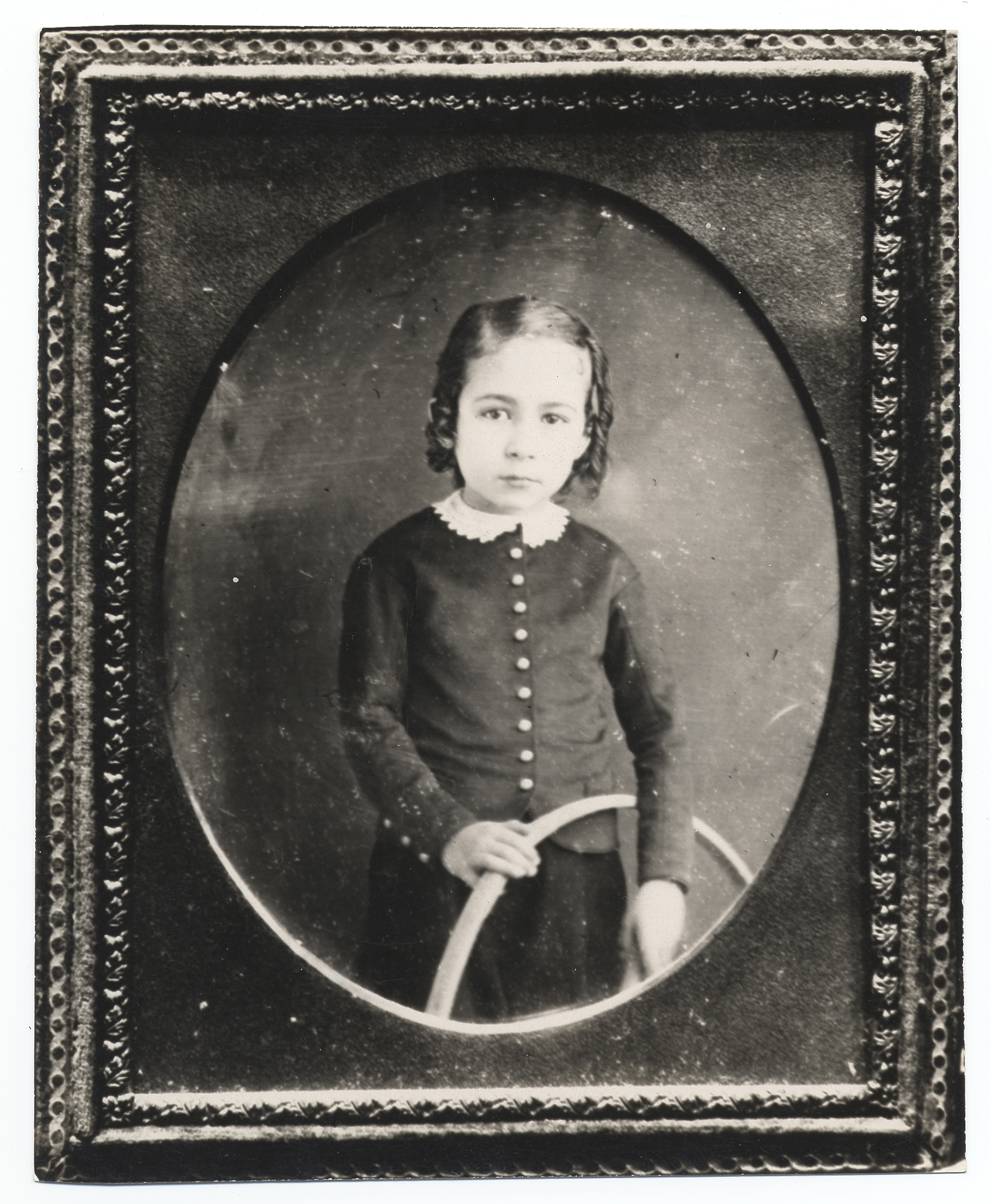
Thomas Eakins, aos 6 anos

Eakins nasceu e viveu a maior parte de sua vida na Filadélfia. Ele foi o primeiro filho de Caroline Cowperthwait Eakins, uma mulher de descendência inglesa e holandesa, e Benjamin Eakins, mestre de escrita e professor de caligrafia de ascendência escocês-irlandesa. Benjamin Eakins cresceu em uma fazenda em Valley Forge, Pensilvânia, e foi filho de um tecelão. Ele foi bem sucedido em sua profissão, e mudou-se para Filadélfia no início da década de 1840 para criar sua família. Thomas Eakins observou seu pai no trabalho e, com doze anos, demonstrava habilidades em desenhos com linhas precisas, perspectiva e uso de uma rede para traçar um design cuidadoso, habilidades que ele mais tarde aplicou em sua arte.
Eakins era uma criança atlética, que gostava de remar, patinar no gelo, nadar, praticar wrestling, navegar e fazer ginástica - atividades que ele mais tarde pintou, e encorajou seus alunos a praticarem. Eakins freqüentou o Central High School, a principal escola pública de ciências e artes aplicadas na cidade, onde se destacou no desenho mecânico. Ele estudou desenho e anatomia na Academia de Belas Artes da Pensilvânia a partir de 1861, e frequentou cursos de anatomia e dissecção no Jefferson Medical College, de 1864 a 1865. Por um tempo, ele seguiu a profissão de seu pai e foi listado em diretórios da cidade como um "professor de redação". Seu interesse científico no corpo humano levou-o a considerar se tornar um cirurgião.
Eakins estudou então artes na Europa, de 1866 a 1870, especialmente em Paris, com Jean-Léon Gérôme, sendo apenas o segundo aluno americano do pintor realista francês, famoso como mestre do Orientalismo. Ele também participou do ateliê de Léon Bonnat, um pintor realista que enfatizou a precisão anatômica, um método adaptado por Eakins. Enquanto estudava na École des Beaux-Arts, parece ter tido pouco interesse pelo novo movimento Impressionista, tampouco ficou interessado com as pretensões clássicas da Academia Francesa. Uma carta em casa de seu pai em 1868 tornou sua estética clara:
Ela [a nudez feminina] é a coisa mais linda que existe no mundo, exceto um homem nu, mas eu nunca vi estudo de algum divulgado... Seria uma dádiva de Deus ver um bom modelo masculino pintado no estúdio com as paredes nuas, ao lado de sorridentes deusas de cera [...].
Já aos 24 anos, "a nudez e a veracidade estavam conectadas com uma proximidade incomum em sua mente". No entanto, seu desejo pela veracidade era maior, e as cartas enviadas para sua casa na Filadélfia revelavam uma paixão pelo realismo que incluiu, mas não se limitou, ao estudo da figura.
Uma viagem de seis meses na Espanha confirmou sua admiração pelo realismo de artistas como Diego Velázquez e Jusepe de Ribera. Em Sevilha, em 1869, pintou Carmelita Requeña, um retrato de uma dançarina cigana de sete anos, pintada de forma mais livre e colorida que seus estudos de Paris. No mesmo ano, ele tentou sua primeira grande pintura a óleo, o quadro A Street Scene in Seville, quando ele lidou pela primeira vez com as complicações de uma cena observada fora do estúdio.   Embora ele tenha falhado em se matricular em um programa de graduação formal, e não tenha mostrado nenhum de seus trabalhos nos salões europeus, Eakins teve sucesso em absorver as técnicas e métodos de mestres franceses e espanhóis, e começou a formular sua visão artística, que ele demonstrou em sua primeira grande pintura ao retornar à América. "Eu procurarei alcançar meu amplo efeito desde o início", ele declarou.

### Carreira

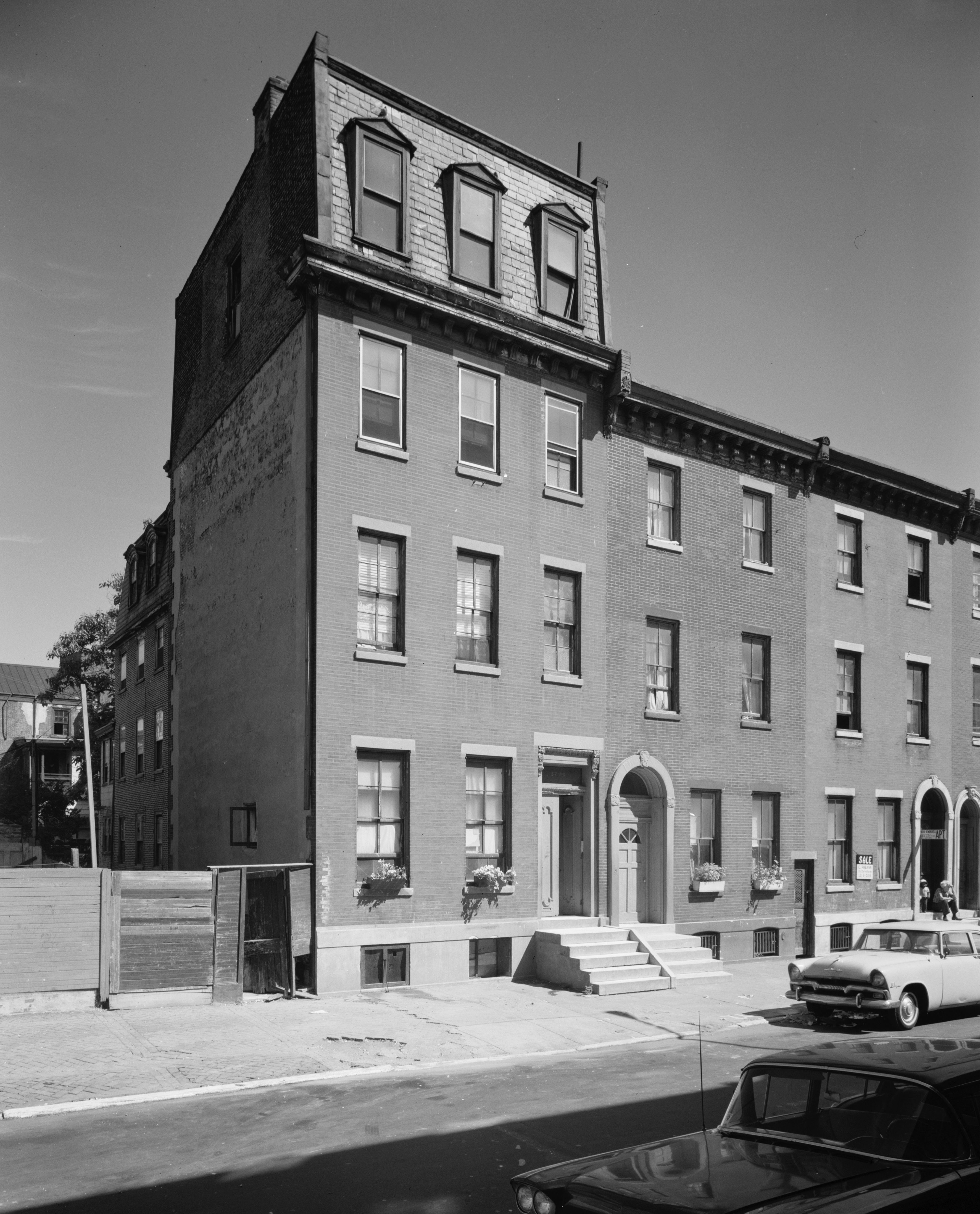
Thomas Eakins House em 1729 Mount Vernon Street, Filadélfia. Benjamin Eakins adicionou o 4º andar em 1874, como um estúdio para seu filho.

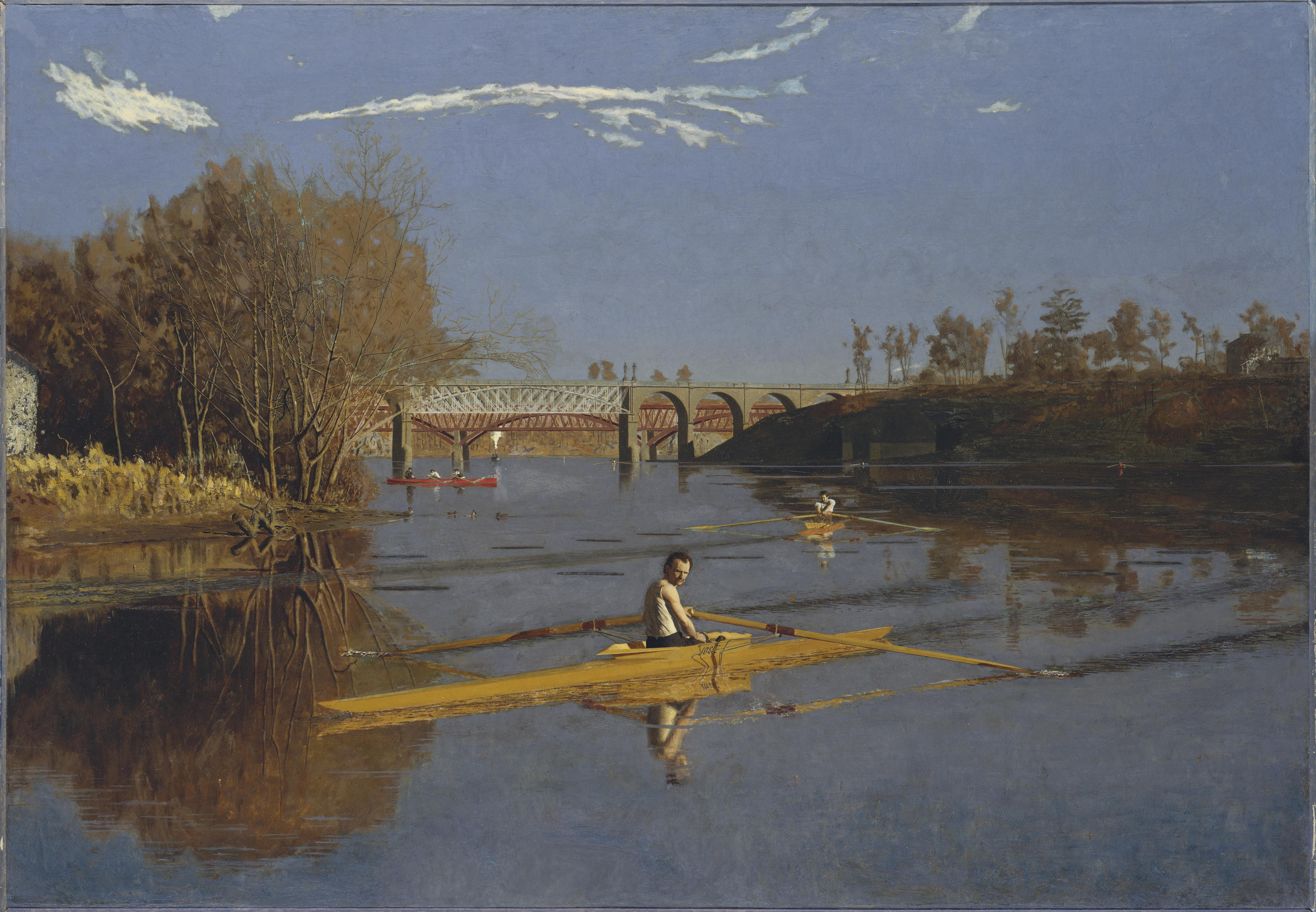
Max Schmitt in a single scull (1871), Metropolitan Museum of Art, Nova York

Os primeiros trabalhos de Eakins após o seu regresso da Europa incluíram um grande grupo de cenas de remo, onze óleos e aquarelas em todos, dos quais o primeiro e mais famoso é Max Schmitt in a Single Scull (1871, também conhecido como The Champion Single Sculling). Seu tema de pintura e sua técnica chamaram a atenção. A escolha de um esporte contemporâneo, o barco a remo, foi "um choque para as conveniências artísticas da cidade". Eakins colocou a si mesmo na pintura, em um segundo barco a remo, no fundo da imagem, atrás do barco de Max Schmitt.[carece de fontes?]
Normalmente, seu trabalho envolvia uma observação crítica do local da pintura, bem como desenhos preparatórios da figura e planos de perspectiva do barco a remo na água. Sua preparação e composição indicam a importância do treinamento acadêmico de Eakins, em Paris. Era uma concepção completamente original, fiel às primeiras experiências de Eakins, e foi quase uma surpresa para o artista a imagem der sido bem-sucedida, já que ele sofreu para fazer sua primeira composição ao ar livre, menos de um ano antes. Sua primeira pintura vendida conhecida foi a aguarela The Sculler (1874). A maioria dos críticos julgou que as imagens de remo eram bem-sucedidas e auspiciosas, mas depois do foco inicial, Eakins nunca voltou a examinar o tema do remo, e passou a outros temas esportivos.
Ao mesmo tempo em que fez estas tentativas iniciais em cenas ao ar livre, Eakins produziu uma série de pinturas domésticas Vitorianas, muitas vezes com seu pai, suas irmãs ou amigos como objetos de pintura. Home Scene (1871), Elizabeth at the Piano (1875), The Chess Players (1876) e Elizabeth Crowell and her Dog (1874), todos de tonalidade escura, se concentraram na caracterização não sentimental de indivíduos, adotando atitudes naturais em suas casas.
Foi nesse sentido que, em 1872, Eakins pintou seu primeiro retrato de grande escala, Kathrin, no qual Kathrin Crowell, que foi a mulher retratada, é vista com pouca luz, brincando com uma gatinha. Em 1874, Eakins e Crowell ficaram noivos; eles ainda estavam juntos cinco anos depois, quando Crowell morreu de meningite, em 1879.